# Comunidade Intermunicipal da Beira Baixa

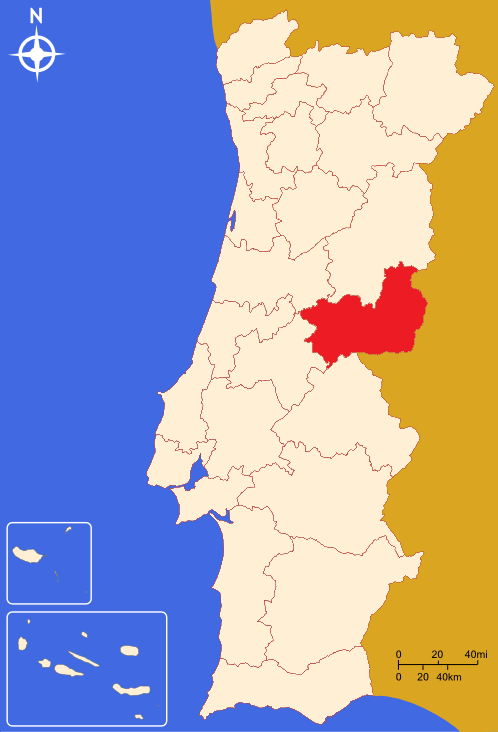
Comunidade Intermunicipal da Beira Baixa (pré-2022)

A Comunidade Intermunicipal da Beira Baixa, também designada por CIMBB, é uma comunidade intermunicipal (CIM) de Portugal. É composta por 8 municípios. A área geográfica corresponde à NUTS III da Beira Baixa.
Desde 23 de dezembro de 2022, os municípios da Sertã e de Vila de Rei deixaram a Comunidade Intermunicipal do Médio Tejo para se juntarem à Comunidade Intermunicipal da Beira Baixa.

## Concelhos
| Concelho            | Área (em km²) | População (censo de 2011) |
| ------------------- | ------------- | ------------------------- |
| Castelo Branco      | 1438,2        | 56.109                    |
| Idanha-a-Nova       | 1416,3        | 9.716                     |
| Oleiros             | 471,1         | 5.721                     |
| Penamacor           | 563,7         | 5.682                     |
| Proença-a-Nova      | 395,4         | 8.314                     |
| Sertã               | 446,7         | 15.880                    |
| Vila de Rei         | 191,5         | 3.452                     |
| Vila Velha de Ródão | 329,9         | 3.521                     |
| Total               | 5252,8        | 108.395                   |

## Pontos turísticos
- Geopark Naturtejo
- Aldeias Históricas
- Aldeias do Xisto